# 超SD戰國傳 刀霸大將軍篇
刕（音ㄌㄧˊ）霸大將軍篇是「超SD戰國傳．武神輝羅鋼篇」的續作。也是BB戰士10週年作品。
「刕霸大將軍」選角上，原本打算以「鋼彈X」為中心，然而考慮到「鋼彈X」人氣不彰，因此改為以MG鋼彈及MG Z鋼彈為藍本，設計成「紅零斗丸」及「真星勢多」。各武者均有巨大武器，為一大特色。登場角色，亦集「新SD戰國傳」之大成，包括「武者—鐵機—天界—魔界」四方勢力。

## 故事
SD戰國傳 武神輝羅鋼篇後大約100年後， 鐵機武者某日發生譁變， 攻擊頑馱無本陣「烈帝城」， 當時代替大將軍管治天宮的戰刃丸、鬥刃丸及紅零斗丸三兄弟， 無法抵禦， 長兄戰刃丸更被鐵機武者真星勢多所殺。紅零斗丸為報弒兄之仇， 一心希望拜師於前任將頑馱無、現已隱居的豪劍為師，但遭到拒絕。
紅零斗丸百思不得其解的時候，在山上遇到獵犬母親，因為感受到其身上殺氣，正保護著子女。他才領會到豪劍之所以拒絕，是不欲自己為著報仇殺人而習武。明白到武藝應用於保衛國家同伴之上的紅零斗丸，眼見追兵為著追殺自己，而被牽連殺害的獵犬母親，出於義憤，他力敵眾人。在敵眾我寡之時，豪劍變身巨大武者（豪劍鐵臣型態），殺退追兵。
戰事結束，豪劍終於答應收紅零斗丸為徒，並告知他，十多年前仍是將頑馱無時，由於受重傷，無法保護三大將軍以犧牲換取勝利而下台。同時，他在天界武者幫助下，變成半鐵機化，因此能以武者身份，變成巨大武者。
兩師徒向烈帝城進發，與鬥刃丸會合。中途鐵機武者軍團首領——鐵機將飛閃，率領「超機動闇將軍」突然出現，豪劍十分詫異，昔日戰友，如今竟成為叛亂分子領袖。隨行的真星勢多，再與紅零斗丸交手。激戰中途，紅零斗丸的「烈龍刀」突然崩裂，煙氣自缺口冒出，變成天界武者「烈龍頑馱無」。
烈龍被釋放後，看到超機動闇將軍，乃召喚傳說兵器、百多年前曾由武者號斗丸使用的「超機動大將軍」。一招「天斬三鳳擊」，打倒多台闇將軍，然而也由於能源消耗過大，加上由鐵機武者爆炎頑馱無指揮的「爆火隊」猛烈炮擊下，超機動大將軍亦告倒下。
巨大武者相繼倒下，戰事就由武者及鐵機延續。除了為監視烈龍而下凡的「烈風頑馱無」加入戰團，紅零斗丸更聯合「黃破猛襲隊」，使出「鳳雛斬」，突破敵陣。正當雙方僵持不下時，已轉生成天界武者的「天界武將戰刃丸」，乘著馬匹「天雷轟」來到人間，更告知鐵機武者之所以叛變，是由於掌控「心」的「鐵機心得」被調包。於是以「天幻鏡」照出附在鐵機武者的邪惡黑影。與紅零斗丸、真星勢多兩人，正在角力之際，烈龍刀、鐵斬刀產生共鳴，分別變成刕（音ㄌㄧˊ）霸一號劍及二號劍。真星勢多更在共鳴發生時昏倒。紅零斗丸就趁機換上「善」的「鐵機心得」。真星勢多等人恢復意識。
不過，鐵機將飛閃此時，卻從背後偷襲鬥刃丸，最後死於紅零斗丸及戰刃丸眼前。而附於飛閃身上的魔甲獵人「魔刃頑馱無」，看到奸計敗露，不得已現出真身，更率領魔界天鎧王來到地面，發動總攻擊。紅零斗丸及真星勢多合二為一，分別變成紅零斗丸大將軍及真星勢多大將軍，象徵武者、鐵機和解。
然而，兩名大將軍雖已合成一體，卻未達至一心同體境界，真正力量無法盡情發揮。魔刃更利用邪力，將眾人行動封閉。千鈞一髮之際，轉生中途折返的「魂武者鬥刃丸」擲槍而起，將結界戮破。此時，烈龍看到魔刃手中，正握著「刕霸三號劍」，便乘其不意，將它奪走，並交到紅零斗丸手上。刀霸三大劍齊集，紅零斗丸大將軍及真星勢多大將軍，變成終極型態「刕霸大將軍」，最後更將魔刃一刀兩斷。
大戰結束，戰刃丸、鬥刃丸回歸天界，刀霸大將軍亦變回紅零斗丸及真星勢多。兩人亦繼承兩位兄長，攜手治理天宮。>

## 刀霸三大將軍
新世新飛驅鳥大將軍
來自天界的大將軍，擁有刀霸三號劍，當三劍合力時，為封印魔王而消失。
- 組成部份﹕

本體﹕武零斗頑馱無．飛驅烏型態
雙翼﹕武者飛驅烏
雙手﹕武者號斗丸
肩甲﹕羽荒斗頑馱無
胸甲﹕武零斗頑馱無．影迦樓羅頭部
角飾﹕初代頑馱無大將軍（切去中間長角）
天帝爆進大將軍
代表鐵機武者的大將軍，擁有鐵斬刀 （正體為刀霸二號劍），當三劍合力時，為封印魔王而消失。
- 組成部份﹕

本體﹕鐵機武者爆進丸
角飾﹕武威凰大將軍
胸甲﹕鐵機武者爆進丸．SD型態角飾
肩飾﹕四代目頑馱無大將軍．雙翼零件
背部﹕四代目頑馱無大將軍. 背部白色星輝零件 ， 武威凰大將軍.背部雙炮
雙翅﹕三代目頑馱無大將軍. 背部下翼
爆零鳳凰大將軍
來自地上界的大將軍，擁有烈龍刀 （正體為刀霸一號劍），當三劍合力時，為封印魔王而消失。
- 組成部份﹕

本體﹕天零頑馱無（連同輝羅鋼胸甲）
頭盔﹕新凰頑馱無（連角飾）
角飾﹕獸破頑馱無．與新凰頭盔上的電鍍鳳凰角飾進行替換
胸甲﹕飛驅烏超將軍
- 合體技．超天動奧義﹕天神明斬・刕

## 新世武者軍團
由武者世界中的「人類」組成。由於未有大將軍， 全軍由將頑馱無戰刃丸統領， 後來由於其被殺害， 改由二弟鬥刃丸接任。
武者紅零斗丸（95年版MG鋼彈）
本篇主角、戰刃丸三兄弟末弟。
與兩位兄長：將頑馱無戰刃丸及魂武者鬥刃丸，共同代替大將軍，管治天宮之國。鐵機武者之亂期間，鐵機武者真星勢多將長兄戰刃丸殺害（實際上真兇為魔刃頑馱無），紅零斗丸為報兄仇，決定尋找已隱居山林、前任將頑馱無兼戰刃丸、鬥刃丸師傅「豪劍頑馱無」
然而，豪劍不認同紅零斗丸，為兄報仇而拜於門下的想法，當面拒絕。後來紅零斗丸遇到獵犬母親，因為感受到其身上由於仇恨而散發的「殺氣」，起而保護子女。從獵犬母子身上，紅零斗丸這才領悟到，豪劍是希望自己是為著天宮和平而獲得力量，而非怨恨。正當紅零斗丸悟通此理時，鐵機武者殺害獵犬母親，更圍攻紅零斗丸。幸得變成「鐵臣型態」的豪劍出手相救。擊退敵人後，豪劍亦決定收其為徒。
之後，兩師徒趕到烈帝城，會合正在奮戰鐵機的戰刃丸。與真星勢多交手時，烈龍刀被砍崩，裂口將被封印刀內的「烈龍頑馱無」釋放出來。烈龍更召喚「超機動大將軍」加入戰團。
身在天界的長兄戰刃丸，眼見雙方會戰，完全是有人從中作梗，便決定下凡，並將鐵機武者的「惡之鐵機心得」映照出來。雖然真相大白，飛閃卻從背後襲擊鬥刃丸，鬥刃丸陣亡。
眼看奸計被揭破，魔刃頑馱無唯有呈現真身。新世武者、鐵機武者告解，紅零斗丸及真星勢多更合體成「紅零斗/真星勢多大將軍」。然而由於代表天界的刀霸劍在魔刃手上，無法發揮真正力量，魔界武者一時佔盡上風。幸好轉生成魂武者的鬥刃丸、以及烈龍頑馱無協助，將刀霸劍奪回，「紅零斗/真星勢多大將軍」成功進化成「刕霸大將軍」，更將魔刃一刀兩斷。
大戰結束後，紅零斗丸及真星勢多再次分開，並合力重建天宮。戰刃丸、鬥刃丸伴隨烈龍、烈風，返回天界。
- 武器﹕烈龍刀—昔日大將軍用以封印魔王的謎之大刀，其實是天空武人封印烈龍頑馱無的刀霸三號刀。原本由戰刃丸所有，戰刃丸被真星勢多殺害，臨終前將此刀託付予紅零斗丸。

單行本中烈龍刀斷開兩截，無法使用，不過卻令烈龍頑馱無得以甦醒，模型漫畫中烈龍刀只裂開一角後，烈龍已經甦醒，因此紅零斗丸依然使用該刀。
- 天動奧義

巨刃大津波—紅零斗丸以烈龍刀為衝浪板，進行高速突擊的武器。
光淨擊—單行本獨有絕技，紅零斗丸騎上真星勢多「獸鐵突擊型態」進行突擊，曾令被控制的爆炎頑馱無停止機能。
將頑馱無戰刃丸
大將軍不在位時管治天宮。鐵機武者之亂發生，死於被魔刃操縱的真星勢多手下。後來轉生成「天界武將戰刃丸」。
- 武器﹕烈龍刀—戰刃丸作為三兄弟長子而繼承的武器，當他被真星勢多殺害時，託付予紅零斗丸。

超將軍鬥刃丸
大將軍不在位時管治天宮。戰刃丸被殺害後，接管新世武者軍團。後來被魔刃控制的飛閃所殺，並轉生成「魂武者鬥刃丸」。
- 武器﹕軍旗槍，紅零斗丸三兄弟通用的軍旗。

豪劍頑馱無（Gundam DX）
昔日擔任將頑馱無的重臣， 與後來成為鐵機武者首領的飛閃份屬戰友。由於豪劍在對抗邪魔時受重傷， 無力救助， 致使「刀霸三大將軍」犧牲。因而宣佈退隱。本來豪劍已近乎瀕死邊緣， 幸好獲得天界力量幫忙， 變成擁有半鐵機的身體（半鐵機武者）， 因而能夠變形成「豪劍鐵臣型態」。
改造人及變身的橋段， 不難令人聯想起「假面騎士」。
- 型態轉換

七星劍臣型態—豪劍的SD型態，是豪劍的一般型態。
豪劍鐵臣型態—豪劍力量解放後、成為半鐵機武者型態，力量強大，但因為體力消耗極大，只有三分鐘活動時間。
- 武器﹕

輝羅星刃—七把有著不同顏色及功能、以輝羅鋼製成的短劍，平常裝在豪劍背後，除了個別使用，七劍亦可合而為一，成為「豪劍鐵臣型態」時使用的巨大劍。
- 一號刀—屬性「雷」，可以從劍尖集結雷電能量，再向敵人施放。

- 二號刀—屬性「月」，刀身會射出淺藍色的光球，貫穿敵人。

- 三號刀—屬性「火」，刀刃蘊藏著高熱火炎，提升斬切效果。

- 四號刀—屬性「水」，攻擊時會從劍尖射出強烈水流，令敵人陷入混亂。

- 五號刀—屬性「地」，將刀突刺向地面，引發地震，使敵人墜入深淵。

- 六號刀—屬性「風」，將刀不斷回旋，便會形成龍卷風襲擊敵人。

- 七號刀—屬性「鐵」，猶如鐵壁一樣堅硬的刀第，除了一般刀斬，也可當作護盾一樣使用。

武鐵玉—豪劍鐵臣型態時，兩肩張開後展現的六角型寶玉，是豪劍成為半鐵機武者時，由天界武者所贈，有著與刀霸大將軍有關的秘密。
- 天動奧義﹕

怒濤閃光斬—七把輝羅星刃合體後，使出的強力刀斬。
真空爆烈破—豪劍鐵臣型態時，兩肩武鐵玉集合氣功能量，使出一擊爆發射擊。類似機動武者大鋼的太陽鋼炮。

### 黃破猛襲隊
新世武者軍團突擊隊， 全體成員鎧甲以黃色為主調、以及可變形為飛行型態而得名。由「七人之超將軍」後人所組成， 從部份人物的名稱可以反映出來， 聯同紅零斗丸， 可使出「鳳雛之陣」
隊長：鬼功頑馱無（荒鬼， 鬼功炮）
黃破猛襲隊隊長、大旋鬼頑馱無子孫。每次戰鬥必定身先士卒，令鐵機軍團亦為之動搖。
構成部件﹕
本體﹕荒鬼頑馱無，輕裝連背包
頭盔﹕烈光頑馱無
角飾﹕武者百士鬼改
肩甲﹕犀頑馱無
胸甲﹕大牙超將軍．初魂驅羅星頭部
武器﹕荒鬼頑馱無佩刀「鬼斬丸」
成員：
- 迅雷牙（雷鳴，迅雷劍）

構成部件﹕
頭部﹕雷嗚頑馱無
身體﹕千力頑馱無
雙手﹕獸王頑馱無
武器﹕天地頑馱無的「種子島怒羅轟」
- 獸角槍（獸王，白鋼之獸角）

構成部件﹕
頭部﹕獸王頑馱無
身體﹕天地頑馱無
雙手﹕雷嗚頑馱無
- 天空刃（天地，白鋼之天刃）

構成部件﹕
頭部﹕天地頑馱無
身體﹕獸王頑馱無
雙手﹕爆流頑馱無
武器﹕天地頑馱無的「星珠之太刀」
- 魔斷炎（千力，魔斷之炎）

構成部件﹕
頭部﹕千力頑馱無
身體﹕獸王頑馱無
雙手﹕爆流頑馱無（拆走右腕的飛翼，成為爆空刃）
- 槍鵬翼（爆流，白鋼之旋翼）

構成部件﹕
頭、身﹕爆流頑馱無
雙手﹕天地頑馱無
武器﹕不知火頑馱無的「炎之斧」
- 征銳針（鐵斗羅，白鋼之銳針）

構成部件﹕
本體﹕脫下面罩、戴上頭盔的牙忍鐵斗羅
武器﹕長強閃光銃

### 青斬拔刀隊
新世武者軍團刀劍隊， 全體成員鎧甲以藍色為主調、以及以刀劍為武器而得名。由「鬥霸五人眾」後人組成， 從部份人物的名稱可以反映出來。曾以「青斬拔刀隊」名義， 推出獨立篇章故事。
隊長：爆輪頑馱無（號斗丸， 爆熱之陣）
號斗丸的子孫。
成員：
- 武龍丸（輝龍， 武龍之鎧胸甲「武龍頭」）

輝龍的子孫。
構成部件﹕
頭部﹕輝龍頑馱無
身體﹕武者鷺主
武器﹕輝龍頑馱無的雙龍牙
- 蒼翼（真紅主，蒼翼之鐵肩）

真紅主的子孫。
鬥霸五人眾真紅主後人，必殺技為「袈裟懸斬」。
構成部件﹕
頭部、腳﹕武者真紅主
手、身﹕武者冒流刀（超級型態）
武器﹕武者真紅主的ブレード
- 白鷺（鷺主， 白鷺之鎧）

鷺主的子孫。
構成部件﹕
頭部﹕武者鷺主
身體﹕輝龍頑馱無（輕裝）
雙手﹕武者真紅主
雙腳﹕武者冒流刀
武器﹕原創長劍
- 冰牙丸（冒流刀， 冰牙之鎧）

冒流刀的子孫。
構成部件﹕
頭部﹕武者冒流刀
身體﹕武者真紅主
手、腳﹕輝龍頑馱無
武器﹕武者冒流刀的極寒之牙

### 赤火炮擊隊
新世武者軍團火炮隊， 由「新生五人眾」後人組成， 全體成員鎧甲以紅色為主調、以及以火炮為武器而得名。從部份人物的名稱可以反映出來。
隊長：荒烈頑馱無（荒烈驅主）
頑馱無軍團炮擊隊隊長，是荒烈驅主的子孫。
成員：
- 風雷丸（守護MA風雷主）

頑馱無軍團炮擊隊成員，是風雷主的子孫。
構成部件﹕
頭、身﹕武者風雷主
雙手﹕武者江須（雷神著裝）
武器﹕武者百士鬼改的破守馱炮
- 鬼破王（江須， 鬼破炮）

頑馱無軍團炮擊隊成員，是江須的子孫。
構成部件﹕
頭部﹕武者江須
身體﹕武者百士鬼改
雙手﹕武者風雷主
武器﹕武者風雷主的スマートキャノン
- 天翔鬼（百士鬼改， 天翔之翼）

頑馱無軍團炮擊隊成員，是百士鬼改的子孫。
構成部件﹕
頭部﹕武者百士鬼改
身體﹕武者碎虎摩亞屈
雙手﹕武者碎虎摩亞屈（兩肩裝備闇之碎片）
武器﹕武者碎虎摩亞屈的亂散破天槌矛
- 大槌矛（碎虎摩亞屈， 破天亂散槌矛）

頑馱無軍團炮擊隊成員，是碎虎摩亞屈的子孫。
構成部件﹕
頭部﹕武者碎虎摩亞屈
身體﹕武者江須（雷神著裝）
雙手﹕武者百士鬼改
翼﹕武者江須的背包，加上百士鬼改雙翼
武器﹕武者江須的鬼破炮

### 其他角色
- 堂徒禮守

：新世武者軍團一般士兵
- 高暴留

：新世武者軍團一般士兵

## 鐵機武者軍團
由第一部鐵機武者鋼丸開始， 不論製作技術及數量， 鐵機武者日益壯大， 成為天宮一支新興勢力。即使如此， 鐵機與武者， 一直保持和平共處的關係。直到魔刃頑馱無出現， 形勢才產生變化……
鐵機武者真星勢多（Z II）
參考古代大將軍「輝神大將軍獅龍凰」設計的鐵機武者， 本性重視堂堂正正的戰鬥， 但當他被魔刃操縱後， 親率大軍攻打烈帝城， 更手刃將頑馱無戰刃丸， 揭開「鐵機武者之亂」序幕。

真星勢多與以往使用ZETA的角色稍有不同， 是用上MG版ZETA。這從平假名稱「MASTER ZETA」可以看到。
- 連攜鐵機獸

獸牙—獅型鐵機獸，針對陸戰而設計，裝備履帶，令地上戰機動力提升，武器是在地上以頭部突擊。
獸角—龍型鐵機獸，水戰用鐵機獸，龍口中裝備四連發機關炮。
獸翼—鳳凰型鐵機獸，主要活躍於空戰，除了以尖喙作為武器，也是真星勢多收集情報的工具。
- 武器﹕鐵斬刀—真星勢多專用武器，前端是扳手型、末端是長刀，可以分別進行鉗制、刀斬、毆打等格鬥技。

- 天動奧義﹕獸鐵突擊型態—變形成飛行型態，以超高速進行近身撞擊，與真星勢多的設計一樣，是繼承自「輝神大將軍獅龍凰」必殺「閃光輝獸擊」。

鐵機將飛閃（飛閃：空中霸王 鐵假面型態：華沙哥）
參考古代大將軍「飛驅鳥大將軍」設計的鐵機武者、昔日與將頑馱無豪劍並肩作戰的戰友。後來被魔刃控制， 成為鐵機武者軍團首領。
- 也有自己的鐵機獸

- 超機動闇將軍（原創）

鐵機武者軍團製作的城塞級機動武者。
模型漫畫版是將「霸道武者魔殺驅」頭部， 換上「超機動大將軍」身體; 神田版則改用「吏偶遮光」頭身、及霸道魔殺驅大腿替換手臂。

### 砲術隊
鐵機武者軍團火炮隊。除了由新型機組成的「爆火隊」， 部份將領是參考天宮古代名將設計， 從部份人物的名稱可以反映出來。
隊長：爆炎頑馱無（毀滅班豹+ZZ）
出身「爆火隊」， 以綠色為主調，本來屬於量產機「爆火頑馱無」， 但由於屢立戰功， 被擢升成隊長， 名稱及胸章亦由「火」改為「炎」字。出於知遇之恩， 對飛閃極之忠心。
單行本中，率領爆火隊以密集炮火，將烈龍操縱的超機動大將軍擊倒，直到魂武者鬥刃丸將潛伏在鐵機心得的魔刃頑馱無，爆炎與其他鐵機武者，才得以擺脫魔界武者軍團的控制。模型漫畫中，爆炎單憑單人之力，重創百擊頑馱無的部隊。
- 裝備﹕

甲鐵輪—裝置在肩甲兩側的巨大鋼鐵車輪，既是炮台型態「巨大爆炎炮」的車輪，亦可作為武者型態時的連身護盾。
- 武器﹕

爆炎粉碎炮—爆火隊共通主力火炮，是參考歷代大將軍的「大目牙炮」設計而成，因此有著與大將軍匹敵的實力。
新式．二連烈火炮—爆火隊通用兵器，繼承數百年前機動武者大鋼．剛鋼型態的武器「二連烈火炮」的設計，同樣裝置在額頭，以及上下共兩門炮口。
爆炎刀—爆炎專用武士刀，用以對付在爆炎粉碎炮下逃脫的敵人。
- 型態﹕巨大爆炎炮型態—爆炎的移動炮台型態。

- 必殺﹕天魔粉碎彈—爆炎的最強絕技，有著足以一擊將山嶽粉碎的破壞力。

成員：
爆火頑馱無（FAZZ）
爆火隊主要成員，胸章以「火」字為標記，稱為「火機章」，由於爆炎是從一眾爆火頑馱無當中提拔出來，為資識別，胸章便改為「炎」字的「炎機章」，除此以外，武器及外觀亦與一般隊員沒有分別。
- 裝備﹕

甲鐵輪—裝置在肩甲兩側的巨大鋼鐵車輪，既是炮台型態「巨大爆炎炮」的車輪，亦可作為武者型態時的連身護盾。
- 武器﹕

爆炎粉碎炮—爆火隊共通主力火炮，是參考歷代大將軍的「大目牙炮」設計而成，因此有著與大將軍匹敵的實力。
新式．二連烈火炮—爆火隊共通基本武器，與角飾為一體的巨大二連發炮，模型漫畫中除了與爆炎相同的設計，還有類似「武者真紅主」角飾的式樣。
雙爆星銃（ZZ鋼彈專用 雙重光束鎗）—爆火隊成員通用武器。
業火之斧（毀滅斑豹專用 光束斧）—爆火隊通用格鬥兵器。
嚴命破（武者衛府弓銃壱， 嚴命之弓）
構成部件﹕
頭、身﹕武者衛府弓銃壱（除去頭盔）
頭盔﹕烈光頑馱無
雙手﹕烈空頑馱無
武器﹕烈空頑馱無的邪射鳥
嚴光破（烈光， 嚴光之弓）
構成部件﹕
本體﹕烈光頑駄無（輕裝型態，只穿上胸甲）
頭盔﹕擊流破頑馱無
雙手﹕獸王頑馱無
左肩﹕武者激鬥頑馱無（連光炮）
右肩﹕武者全武裝頑馱無（連光炮）
邪封破（烈破， 邪封丸）
構成部件﹕
頭部﹕烈破頑馱無
身體﹕烈空頑馱無
雙手﹕烈光頑馱無
武器﹕手鎗
劍聖破（烈空， 劍聖之鎧）
構成部件﹕
頭部﹕烈空頑馱無
身體﹕烈破頑馱無
武器﹕烈破頑馱無的強爆銃

### 機陣隊
鐵機武者軍團突擊隊，以黑色為主調。將領都是參考赤流火穩古代將領設計， 從部份人物的名稱可以反映出來。
隊長：光輪機頑馱無（阿修羅王）
- 成員：

召輪機（阿修羅， 烈火召輪斬）
構成部件﹕
頭部﹕阿修羅頑馱無
身體﹕仁王頑馱無
手、腳﹕不知火頑馱無
激刃機（仁王， 必殺「激刃迫擊斬」）
構成部件﹕
頭部﹕仁王頑馱無
身、手﹕阿修羅頑馱無
雙手﹕獸王頑馱無
旋烈機（不知火）
構成部件﹕
頭部﹕不知火頑馱無
雙腳﹕阿修羅頑馱無
雙手﹕仁王頑馱無
討魔機（轟炎王， 討魔七星戟）
構成部件﹕
不明。相信是以轟炎王為基礎，再用上阿修羅王零件。

### 鐵劍隊
鐵機武者軍團突擊隊，以紫色為主調。將領都是參考影舞亂夢古代將領設計， 從部份人物的名稱可以反映出來。
隊長：貴龍剛頑馱無（武神頑馱無，貴龍戟）
「鐵劍隊」隊長，「鐵機武者之亂」以前，為天宮護衛隊副隊長。設計上根據影舞亂夢「傳說的武人」，精通各種武藝，不單擅長箭術，亦是槍術高手。對劍術要求嚴格，但本性溫和。
神田版漫畫中，與超機動闇將軍一同突破鬥刃丸陣地。最後被青斬拔刀隊隊長兼弟子爆熱頑馱無擊破。
- 成員：

破空剛（白龍， 必殺「金剛破空斬」）
構成部件﹕
頭部﹕白龍頑馱無（輕裝）
頭盔﹕青龍頑馱無
身體﹕雷龍頑馱無
雙手﹕赤龍頑馱無
武器﹕劍
斷烈剛（青龍， 斷烈刀）
構成部件﹕
頭、身﹕青龍頑馱無
頭盔﹕白龍頑馱無
雙手﹕赤龍頑馱無
武器﹕ナギナタ
火流剛（紅龍， 火流石）
構成部件﹕
頭部﹕赤龍頑馱無
身體﹕白龍頑馱無
雙爆剛（白龍大帝， 雙爆炮）
構成部件﹕
不明，因為單元漫畫中未有出場。
寶雷剛（雷龍、寶雷石）
構成部件﹕
頭、身﹕雷龍頑馱無
雙手﹕青龍頑馱無
武器﹕劍

### 其他
- 然弐主：鐵機兵團一般兵

- 高雜魚：鐵機兵團之鐵機兵

## 天界武者軍團
天界武者， 身份與現實中的「神仙」相似， 對世間事務， 恪守不干預原則。雖然如此， 面對魔界武者步步進逼， 亦不得不插手其中。
烈龍頑馱無（GP01 GUNDAM）
由於性好任意妄為， 觸怒天帝， 所以被封印在「烈龍刀」的天界武者。當烈龍刀崩裂時， 封印被解除， 更擅自動用「超機動大將軍」作戰。
- 型態

天翔龍神型態—烈龍與龍神之鉞合體變成的飛龍型態。
超機動大將軍合體型態—烈龍擅自召喚超機動大將軍，再與之合體的巨大型態。
- 武器﹕

龍神之鉞—烈龍的主要武器。
四閃爪之槍—可與龍神之鉞結合成長柄斧頭。
天承神刀
討擊劍
- 天動奧義﹕

天斬三鳳擊—模型漫畫獨有、烈龍與超機動大將軍融合後使用的必殺技。
烈風頑馱無（GP02A GUNDAM）
天界武者， 出身名門世家。為了重新封印烈龍， 以及對其作出監視， 而降臨人間。
- 型態﹕

高速移動型態．風之陣—烈風頑馱無的浮空移動型態，將套上「風手裡劍」的轟嵐爆星挪移到腳下作為踏板，移動速度可比平常提高三倍之多。（赤紅色的烈風擁有三倍速度，是惡搞「機動戰士GUNDAM 0079」的著名角色馬沙）
風霸戰陣型態—烈風頑馱無的射擊型態。
- 裝備﹕

- 武器﹕

風手裡劍—烈風的巨大手裡劍，兼有投擲武器、盾牌、載具多種用途的武器，四枚刀刃前後分別刻有八個文字，分別是前面的「攻」「防」「一」「體」、後面的「風」「手」「裡」「劍」。
轟嵐爆星（GP02A核彈炮）—連同支架一併裝備在烈風背部的射擊兵器，炮口可裝上風手裡劍，也是「風之陣」型態時的踏腳點。
風之太刀—按照代表風之神的天界烏模樣製成，可收納至重甲之大盾中。
重甲之大盾（GP02A專用盾牌）—烈風頑馱無模型中獨有的防具、天界武者軍團通用裝備，盾牌中間可收納風之太刀。
- 天界神技:風覇激嵐彈

天界武將戰刃丸（天雷轟：G-Falcon）
由戰刃丸轉生而成的天界武者。雖然戰刃丸在鐵機突襲當中不幸蒙難， 然而由於生前功績卓越， 因而獲得轉生機會， 變成「天界武將戰刃丸」。得悉天宮面臨危機， 與神馬．天雷轟再次回到人間。
- 坐騎

神馬 天雷轟—戰刃丸為火速支援紅零斗丸等人，打算前往人間時，在天界臨時借用的神馬。
- 武器﹕

雷槍之矢—前端鑲有寶石、下端裝有刀刃的特異兵器，平常作為戰刃丸格鬥用的長槍，當天雷轟變形成「神碎魔戰弩」時，雷槍之矢便發揮作為「矢」的功用，成為彈射兵器。
神碎魔戰弩—天雷轟變形而成的巨大弩炮。
流劍扇—天界武者軍團通用武器，特點是扇葉尖端裝有刀刃。
慶天之扇—天界武者軍團通用武器，沒有攻擊能力的軍扇，扇身鑲有類似戰刃丸的角飾圖騰。
- 天動奧義:降魔烈神彈

魂武者鬥刃丸（Wing ZERO CUSTOM）
由戰死沙場的超將軍鬥刃丸轉生而成。被飛閃所殺後， 鬥刃丸同樣獲肯定功績， 得以轉生， 然而在升天途中， 得知紅零斗丸陷入危機， 便中途折返， 成為「魂武者鬥刃丸」。由於未完全轉生成功， 與戰刃丸不同， 魂武者鬥刃丸的靈魂， 實際上只依附在「神呼斗魂」之內， 肉眼所見的軀體， 只是影像，並非實體， 情形與幽靈一樣。
- 武器﹕

東雲之矛
黎明之槍
天動奧義:破邪天照閃
超機動大將軍（GOD）
天空武人擁有的巨大城塞，在「超機動大將軍篇」中， 因為天鎧王落入魔星手中，合體成「霸道大將軍」，令羽荒斗不得不請求天空武人暫借而來，並選擇號斗丸進行合體。百多年後， 烈龍頑馱無解除烈龍刀的封印後，擅自召喚超機動大將軍， 打敗一眾「超機動闇將軍」。
單行本是由於監視者烈風頑馱無，為阻止烈龍胡作非為而使超機動大將軍消失，模型漫畫中則因為不斷作戰，令超機動大將軍暫時失去能源而倒下。
- 必殺：（烈龍專用）天斬三鳳擊

## 魔界武者軍團
魔刃頑馱無/魔刃冥皇殿
號稱「魔界的獵人」， 性格卑鄙惡劣。作為魔界侵略地面世界的先頭部隊， 魔刃首先操控鐵機武者作亂。然而當戰刃丸令鐵機們清醒後， 奸計不得逞， 才現出真身。同時召喚出由魔界複製的大量邪惡天鎧王，向新世武者軍團發動總攻擊。
可與機動武神天鎧王，進行類似霸道大將軍的合體型態「魔刃冥皇殿」。
- 裝備:

捷古（ｼﾞｰｸ）—魔刃披著白銀色的左手手掌。
リードゴン—魔刃右肩的副手拳，主要在使用惡靈楔釘時，輔助手臂握緊武器。
魔界棲生獸 古利斯殊（ｸﾞﾚｯｼｭ）—魔刃的守護獸、在其左肩甲寄生、外形類似龍蝦的魔獸。
陰間之長袍（ハーデスコート）—魔刃的左肩，體積巨大。
鐵機心得、惡之鐵機心得—插入魔刃左肩的兩枚棒裝中樞系統，一枚是擁有真星勢多正義之心的鐵機心得，另一枚則是滲透魔刃邪惡力量的惡之鐵機心得。魔刃正是籍著將真星勢多的鐵機心得調換，才得以籍其之手，將戰刃丸殺害，從而引發「鐵機武者之亂」。
- 武器

惡靈楔釘（ファントムハーケン/Phantom Haken）—魔刃使用的超巨大鐮刀。
シュトローム—魔界武者軍團通用武器，劍刃猶如蛇矛的長刀。
魔角之軍扇—魔界武者軍團通用武器，軍扇上有類似魔刃頑馱無角飾的圖騰。
- 魔界奧義:

### 「魔刃分身四人眾」
魔刃蒼龍
「魔刃分身四人眾」之一， 左肩魔物可用白龍大帝龍額飾改造
魔刃白虎
「魔刃分身四人眾」之一， 左肩魔物可用大牙之「魂大牙」虎面改造
魔刃鳳凰
「魔刃分身四人眾」之一， 左肩魔物可用飛天之「魂驅羅星」鳥面改造
魔刃玄武
「魔刃分身四人眾」之一， 左肩魔物可用大旋鬼鬼面改造
- 天動奧義﹕

鬼面炎滅—玄武肩上的鬼面射出，並噴出火炎進行攻擊
魔刃十文字殺—玄武放出的十字型劍氣，看似單純的技倆，卻有著超強破壞力

### 刕霸大將軍
紅零斗大將軍
紅零斗丸與真星勢多合體後，由紅零斗丸意識主宰的形態，代表「技」的型態，裝備高機動飛翼，亦精於迅速的劍法。
- 角飾﹕劍皇角

- 武器﹕

刕霸一號劍—烈龍刀的真正型態，有著三大刀當中最鋒利的刀刃。
大目牙光爆炮—刕霸大將軍的鞋子，繼承頑馱無大將軍的傳統，紅零斗大將軍型態時裝在背翼、以鞋尖兩側炮口進行攻擊。
- 天動奧義﹕

天魔伏滅斬—刕霸劍出現後，使出的劍技，可以一擊消滅所有幽靈。
巨刕大津波
豪零龍擊斬
真星勢多大將軍
紅零斗丸與真星勢多合體後，由真星勢多意識主宰的形態，代表「體」的型態，裝甲厚重、火力威猛。
- 角飾﹕鋼神角

- 武器﹕

刕霸二號劍—鐵斬刀的真正型態，有著三大刀當中最堅硬的刀面。
鐵甲追尾彈—真星勢多大將軍肩甲內藏、一對合共六枚的飛彈，可以進行追尾攻擊。
大目牙光爆炮—刕霸大將軍的鞋子，真星勢多大將軍時裝在兩肩側，與紅零斗丸大將軍相反，以鞋踭內藏的炮口為主武器。
- 天動奧義﹕

鉄機猛撃嵐—真星勢多以全身火炮進行一齊射擊，其威力足以將魔刃分身四天王消滅。
鋼破突擊彈
刕霸大將軍
紅零斗丸與真星勢多合體後，一心同體的最終姿態。能同時使用「刕霸三大劍」，被喻為「心技體」極致的大將軍。
- 武器﹕

大刕霸劍—將刀霸三大劍合而為一的巨大兵器，兼有刀身最長的三號刀、刀刃最鋒利的一號刀、與刀面最堅硬的二號刀三者的長處。
大目牙回轉機關炮—真星勢多手腕內藏的機關炮（類似鐵機武者鋼丸的構造），合共左右兩門、每口四發的機關炮，單發威力足以與歷代大將軍「大目牙炮」匹敵。
- 天動奧義﹕大刕覇天動斬—刕霸大將軍從天空召喚正義的光芒，將力量匯聚於刀霸劍後施放的巨大衝擊波，被魔刃頑馱無稱為「光之柱」。

## 用語
刕霸三大將軍
「三大將軍」原型，是「刕霸大將軍」推出時，舉辦之「轉生大將軍比賽」的得獎設計。故事中分別為代表天界的「新世新飛驅鳥大將軍」、代表鐵機的「天帝爆進大將軍」、代表新世武者的「爆零鳳凰大將軍」， 故事開始時， 三人已在對抗黑暗力量時犧牲。當時作為將頑馱無的豪劍， 亦引咎退隱山林， 並將天下交託了戰刃丸三兄弟。
鐵機心得
鐵機武者的「心」， 相等於武者的頭腦。形狀呈卷軸型， 雖然體積細小， 卻主宰鐵機性格，會變成善良抑或邪惡。最早出現「鐵機心得」的角色，是「超機動大將軍」之鐵機武者鋼丸， 當年較巨大的鐵機心得， 經歷百年後， 技術進步， 不論是卷軸抑或鐵機體型， 兩方面都相對縮小化。然而，裝置後腦外的設計仍然為大部份鐵機所沿用。
故事中魔刃正是將鐵機武者「善」的鐵機心得調換成「惡」， 才引發這場「鐵機武者之亂」。
機陣鐵劍流
由超將軍爆流所創，將拳術劍法混合機械武具的流派。由百多年前的鋼丸開始至今，一直為鐵機武者唯一派別。而飛閃麾下「機陣隊」及「鐵劍隊」，由名稱可以知道兩者分別側重裝備及劍術。
刕霸三大劍
傳說中「刕霸三大將軍」用以消滅邪魔的武器， 分別為最銳利的紅刀、最堅硬的藍刀及刀身最長的金刀。分屬武者、鐵機及天界三方所有。然而不知因何原因， 金刀落份魔刃手上， 最後要靠烈龍幫忙， 才能集齊刀霸三大劍。
刕霸三大劍斬妖除魔的橋段，是引用特攝作品「魔人ハンター ミツルギ （页面存档备份，存于）」。